# Merlerault (cheval)
Pour les articles homonymes, voir Merlerault.
Le Merlerault est une ancienne race de chevaux originaire du canton du Merlerault. Élevé sous l'Ancien régime, ce demi-sang réputé élégant est utilisé sous la selle et pour la traction des tilburys.

## Dénomination
Un autre nom rencontré pour désigner ces chevaux est « Merlerautin ». La race est parfois nommée, de façon erronée, « Mellerauds », notamment par M. Cardini, qui affirme également (à tort) que les chevaux du Merlerault étaient jadis élevés dans les bois de façon semi-sauvage.

## Histoire
Le Merlerault constitue le plus ancien berceau d'élevage connu d'élevage du cheval en Normandie, et l'un des plus unanimement réputés. Une tradition d'élevage y existe depuis plusieurs siècles, puisque des confréries laïques et ecclésiastiques y établissent des élevages dès le Moyen Âge. Cependant, d'après Jacques Mulliez, la race de ce nom n'est, malgré des traditions qui la font remonter aux Croisades ou aux rois Mérovingiens, pas si ancienne.
La région du Merlerault est désigné par Sully comme centre de production du cheval en Normandie, ; ce premier haras est remplacé en 1730 par le haras du Pin. D'après Bernard Denis (2012), les chevaux dits « de Merlerault » sont d'une « race probablement artificielle », créés par la Noblesse à partir du Pur-sang. Cette race est très appréciée à la fin de l'Ancien Régime. Le Merlerault fournit des chevaux de selle à la Noblesse aux XVIIe et XVIIIe siècles.

## Description

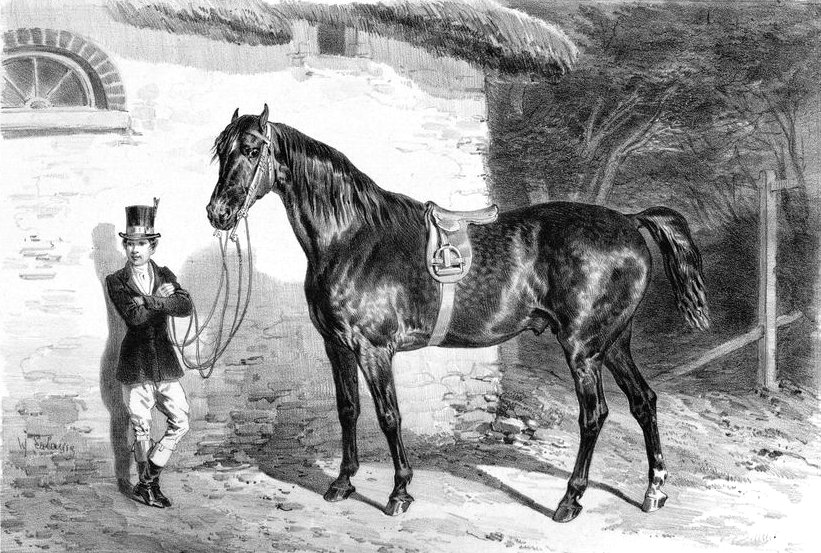
Anglo-normand du Merlerault dans lAtlas statistique de la production des Chevaux en France, 1850.

Le Merlerault est un type demi-sang. D'une taille moyenne, il est réputé élégant, et porte une tête carrée sur une encolure bien sortie. L'épaule est bien faite, les reins sont courts, les membres sont beaux mais parfois un peu grêles. Les jarrets peuvent manquer de netteté et l'animal est peu étoffé, doté d'une bonne liberté d'épaules, de légèreté et de vitesse

## Utilisations
Le cheval du Merlerault est particulièrement propre au service de la selle, et à la traction du tilbury.

## Diffusion de l'élevage
La race est originaire de la généralité d'Alençon, en particulier dans le département de l'Orne. Au milieu du XIXe siècle, le Merlerault reste la région de Normandie qui fournit le plus de chevaux, après le Cotentin.